# Tiers et danger
Sous l'Ancien Régime, le tiers et le danger sont des droits perçus dans certaines provinces par le roi lors de la vente des bois et des forêts par des particuliers possédant un droit d'exploiter une forêt royale.
Le particulier doit verser le tiers du prix de vente du bois (la Tiers) auquel s'ajoute le dixième du montant du Tiers (le Danger). Cette taxe s'appuie sur l'idée que le roi (ou le seigneur) est le propriétaire des forêts, le particulier n'en étant que l'usufruitier. Ce droit est perçu par les sergents dangereux et peut se régler en abandonnant au roi le dixième du bien vendu.
Une taxe très semblable est perçue, par le seigneur, en Lorraine et en Barrois sous le nom de Tiers denier pour les biens achetés par les communautés.